# Sarah Yorke Jackson
Sarah Yorke Jackson (n. 16 iulie 1803 - d. 23 august 1887) a fost nora lui Andrew Jackson, președinte al Statelor Unite ale Americii. A servit ca gazdă a Casei Albe și neoficial ca Prima Doamnă a Statelor Unite ale Americii între 1834 și 1837.